# Claas Tucano

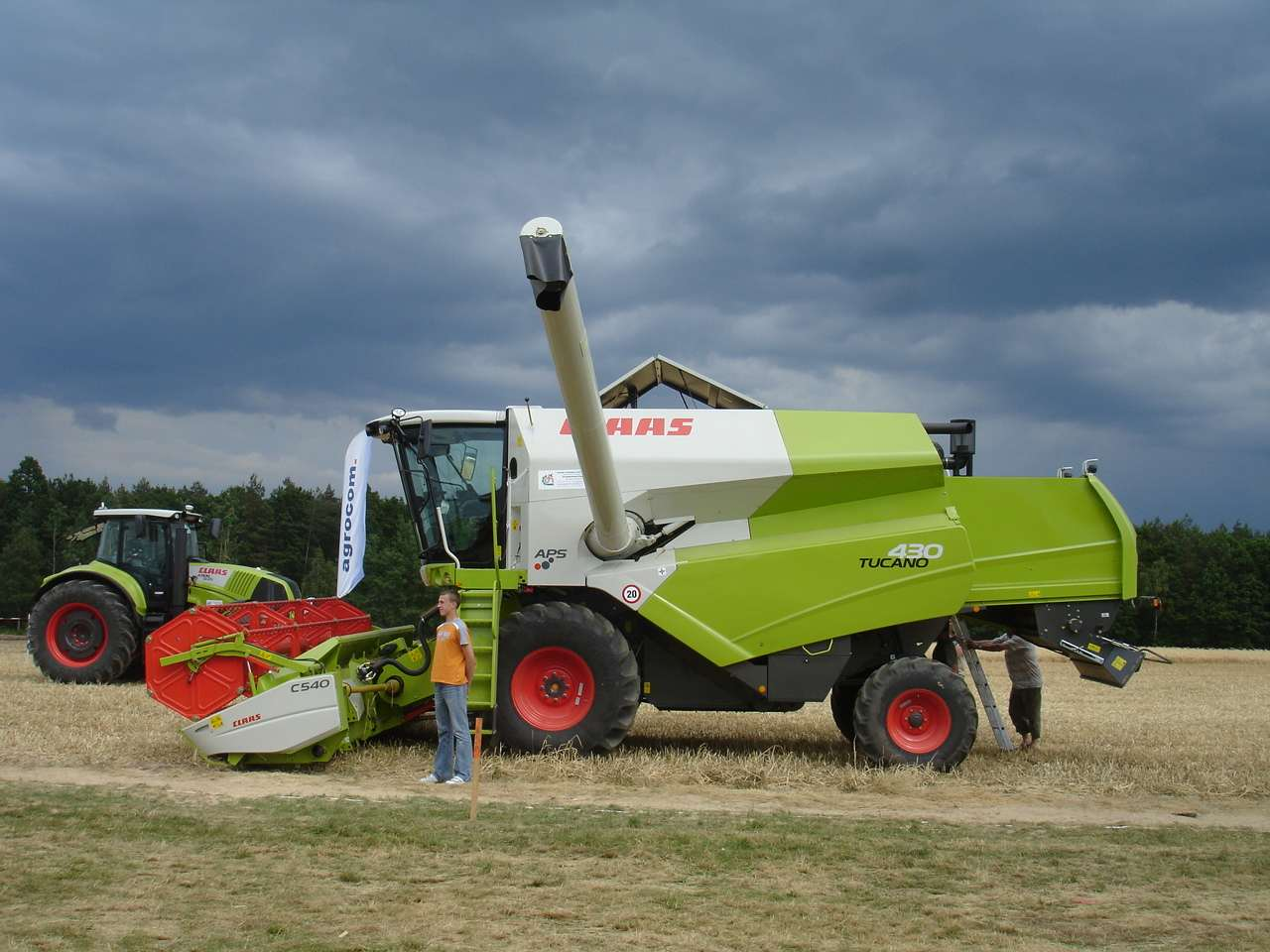
Claas Tucano 430

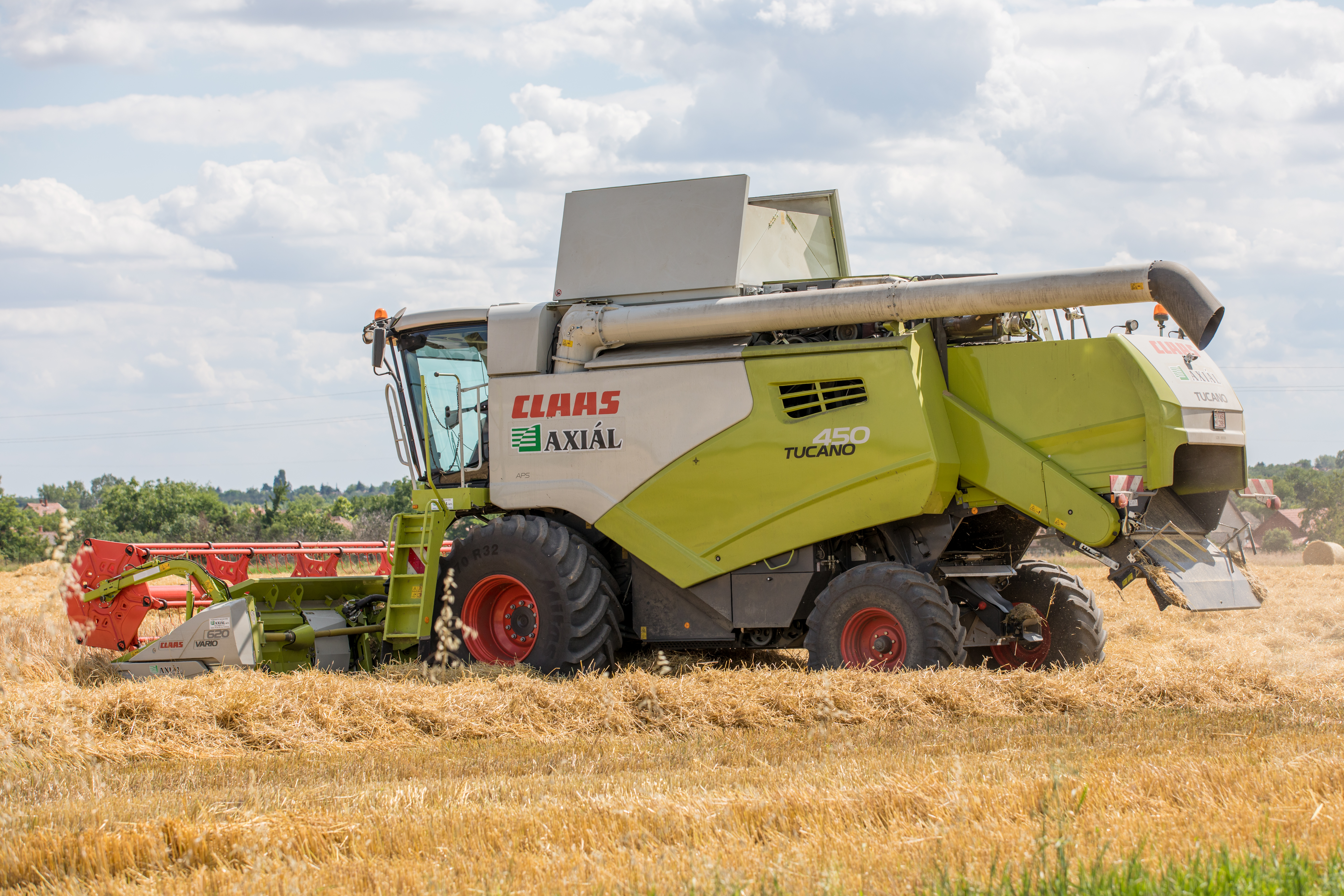
Claas Tucano 450

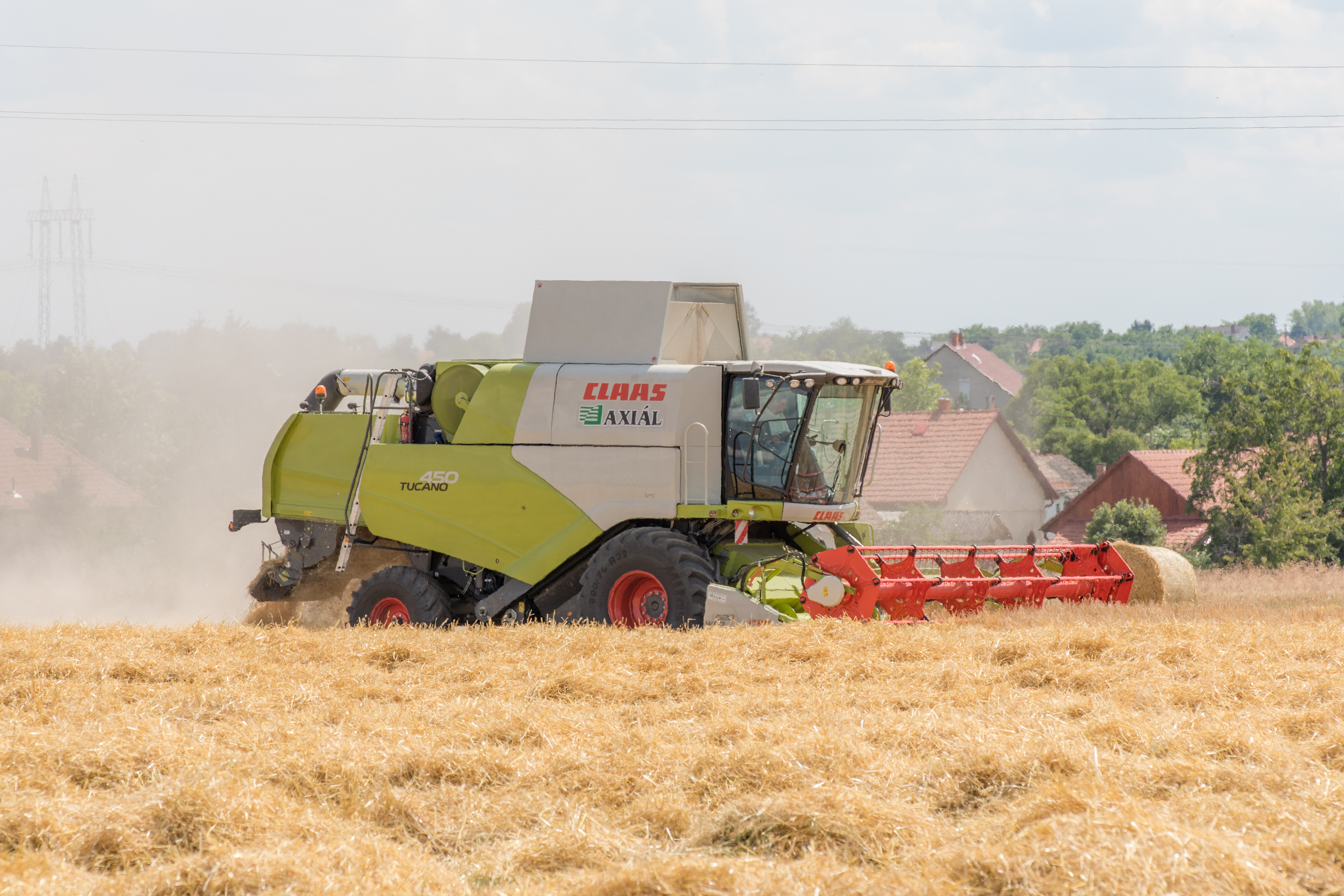
Claas Tucano 450

Claas Tucano ist eine Mähdrescher-Baureihe des Landmaschinenherstellers Claas in Harsewinkel.

## Geschichte
Auf der Agritechnica 2007 wurde der Claas Tucano vorgestellt, der als Mittelklassemodell gilt. Topmodell war der Tucano 450, bzw. ab 2009 das Modell Tucano 480. Beide sind Hybridmaschinen und haben eine Restkornabscheidung mit jeweils einem Abscheiderotor des Systems Roto Plus. Die Schneidwerke messen eine Breite von 5,40 m bis 9 m. Beide Mähdrescher haben ein Korntankvolumen von 9.000 Litern und eine Entleerleistung von 75 l/s.
Im Frühjahr 2013 wurde der 10.000te Tucano produziert. 2014 wurde die Baureihe erneuert und um die neuen Topmodelle der Baureihe Tucano 500 ergänzt.

## Varianten
| Baureihe   | Dreschsystem        | Arbeitsbreite in m | Motor und Maximalleistung nach ECE R 120 kW/PS | Korntankinhalt in l |
| ---------- | ------------------- | ------------------ | ---------------------------------------------- | ------------------- |
| TUCANO 320 | 5 Schüttler         | 3,71 bis 9,12      | Mercedes-Benz OM 936 LA, 150 (204)             | 6500                |
| TUCANO 330 | 5 Schüttler         | 3,71 bis 9,12      | Mercedes-Benz OM 936 LA, 190 (258)             | 7500                |
| TUCANO 340 | 6 Schüttler         | 3,71 bis 9,12      | Mercedes-Benz OM 936 LA, 205 (279)             | 7500                |
| TUCANO 420 | APS + 5 Schüttler   | 3,71 bis 9,12      | Mercedes-Benz OM 936 LA, 180 (245)             | 7500                |
| TUCANO 430 | APS + 5 Schüttler   | 3,71 bis 9,12      | Mercedes-Benz OM 936 LA, 210 (286)             | 8000                |
| TUCANO 440 | APS + 6 Schüttler   | 3,71 bis 9,12      | Mercedes-Benz OM 936 LA, 210 (286)             | 8500                |
| TUCANO 450 | APS + 6 Schüttler   | 3,71 bis 9,12      | Mercedes-Benz OM 936 LA, 220 (299)             | 9000                |
| TUCANO 470 | APS - Hybrid System | 4,92 bis 9,12      | Mercedes-Benz OM 926 LA, 240 (326)             | 9000                |
| TUCANO 480 | APS - Hybrid System | 4,92 bis 9,12      | Mercedes-Benz OM 936 LA, 240 (326)             | 9000                |
| TUCANO 570 | APS - Hybrid System | 4,92 bis 9,12      | Mercedes-Benz OM 936 LA, 261 (355)             | 9000                |
| TUCANO 580 | APS - Hybrid System | 4,92 bis 9,12      | Caterpillar C9, 278 (378)                      | 9000                |